# Белозерский, Иван Игнатович
Ива́н Игна́тьевич Белозе́рский (14 октября 1923, село Криуша, Воронежская губерния — 8 марта 1979, село Криуша, Воронежская область) — командир миномётного расчёта 215-го гвардейского стрелкового полка, гвардии младший сержант.

## Биография
Родился 14 октября 1923 года в селе Криуша (ныне — Панинского района Воронежской области). Окончил 4 класса школы. Работал в колхозе.
В армии с 1941 года. Участник Великой Отечественной войны с января 1942 года.
Приказом по 215 гвардейскому полку от 29 октября 1943 года гвардии красноармеец Белозерский был награждён медалью «За отвагу» за то, что в бою под деревней Азарово в Гомельской области под ураганным огнём противника он, невзирая на опасность для жизни, подносил боеприпасы к миномёту, быстро заряжал миномёт и обеспечивал сильный огонь по живой силе противника, чем способствовал успешному выполнению боевой задачи.
Будучи разведчиком батареи 120-мм миномётов 215-го гвардейского стрелкового полка, 9 августа 1944 года в ходе прорыва вражеской обороны в районе села Дольск при форсировании реки Западный Буг обнаружил пулемёт и миномётную батарею противника. Умело корректируя огонь своей батареи, нанёс врагу большой урон в живой силе и технике. Будучи ранен, продолжал вести бой. Приказом по 77-й гвардейской дивизии от 18 сентября 1944 года гвардии ефрейтор Белозерский Иван Игнатьевич награждён орденом Славы 3-й степени.
15 января 1945 года при прорыве обороны противника в районе города Зволень, будучи наводчиком миномёта, метким огнём уничтожил 2 пулемёта противника с расчётами и расчистил путь нашим подразделениям к вражеским траншеям. 2 апреля 1945 года гвардии младший сержант Белозерский Иван Игнатьевич приказом по 69-й армии был награждён орденом Славы 2-й степени.
19 апреля 1945 года в бою при прорыве сильно укреплённой и глубоко эшелонированной обороны противника на левом берегу реки Одер, будучи командиром миномётного расчёта, действуя в боевых порядках наступающих подразделений, подавил 3 пулемёта, противотанковое орудие и истребил свыше 10 солдат противника. Указом Президиума Верховного Совета СССР от 15 мая 1946 года Белозерский Иван Игнатьевич награждён орденом Славы 1-й степени.
Сержант И. И. Белозерский демобилизован в марте 1947 года. Вернулся в родное село. Работал трактористом в колхозе. Умер 8 марта 1979 года. Похоронен в селе Криуша.
В посёлке городского типа Панино на Аллее Героев установлен бюст И. И. Белозерского. Его имя носит улица родного села.
Награждён орденами Трудового Красного Знамени, Славы 1-й, 2-й и 3-й степени, медалями.